# سكوت نيلسون (منافس ألعاب قوى)
سكوت نيلسون (بالإنجليزية: Scott Nelson) هو منافس ألعاب قوى نيوزيلندي، ولد في 10 أكتوبر 1969.

## وصلات خارجية
- سكوت نيلسون على موقع الاتحاد الدولي لألعاب القوى (الإنجليزية)
- سكوت نيلسون على موقع أوليمبيديا (الإنجليزية)
- سكوت نيلسون على موقع اتحاد ألعاب الكومنولث (مؤرشف) (الإنجليزية)